# Југославија на Летњим олимпијским играма 1924.
Спортистима Југославије је ово били друго учешће на Летњим олимпијским играма. Југославија је на Олимпијским играма 1924. у Паризу била заступљена са 42 учесника од који су сви били мушкарци у 8 спортова и уметничким такмичењима.
Екипа Југославије је на овим играма освојила прве олимпијске медаље и то обе златне, Освојио их је гимнастичар Леон Штукељ у дисциплинама вежбању на вратилу и гимнастичком вишебоју. Са ове две медаље Југославија је у укупном пласману рангирана на четрнаесто место по броју укупно освојених медаља од 44 земље учеснице.

## Учесници по дисциплинама
| Спорт             | Мушкарци | Жене | Укупно |
| ----------------- | -------- | ---- | ------ |
| Атлетика          | 5        | 0    | 5      |
| Бициклизам        | 4        | 0    | 4      |
| Коњички спорт     | 1        | 0    | 1      |
| Фудбал            | 11       | 0    | 11     |
| Гимнастика        | 8        | 0    | 8      |
| Пливање           | 6        | 0    | 6      |
| Тенис             | 1        | 0    | 1      |
| Рвање             | 2        | -    | 2      |
| Укупно(8)         | 38       | 0    | 38     |
| Пратећа такмичења | 4        | 0    | 42     |
| Укупно(9)         | 42       | 0    | 42     |

## Освајачи медаља

### Злато
- Леон Штукељ — гимнастика, вратило
- Леон Штукељ — гимнастика, вишебој

## Атлетика
Југосласвија је послала на олимпијске игре у Париз атлетску рептрезентацију са 14 атлетичара од којих је било 5 жена и 9 мушкараца.

### Мушкарци

#### Тркачке дисциплине
| Атлетичар Лични рекорд | Дисциплина | Група    | Група | Четвртфинале     | Четвртфинале     | Полуфинале       | Полуфинале       | Финале           | Финале           | Детаљи |
| Атлетичар Лични рекорд | Дисциплина | Резултат | Место | Резултат         | Место            | Резултат         | Место            | Резултат         | Место            | Детаљи |
| ---------------------- | ---------- | -------- | ----- | ---------------- | ---------------- | ---------------- | ---------------- | ---------------- | ---------------- | ------ |
| Станко Перпар          | 200 м      | непознат | -/64  | Није се пласирао | Није се пласирао | Није се пласирао | Није се пласирао | Није се пласирао | Није се пласирао |        |

#### Техничке дисциплине
| Атлетичар Лични рекорд | Дисциплина   | Квалификације | Квалификације | Квалификације | Квалификације | Финале            | Финале            | Финале            | Финале            | Финале            | Финале            | Финале           | Финале | Детаљи |
| Атлетичар Лични рекорд | Дисциплина   | 1 покушај     | 2 покушај     | 3 покушај     | Место         | 1 круг            | 2 круг            | 3 круг            | 4 круг            | 5 круг            | 6 круг            | Најбољи резултат | Место  | Детаљи |
| ---------------------- | ------------ | ------------- | ------------- | ------------- | ------------- | ----------------- | ----------------- | ----------------- | ----------------- | ----------------- | ----------------- | ---------------- | ------ | ------ |
| Вељко Наранчић         | Бацање кугле | -             | -             | 13,215        | 13/28         | Није се пласирао  | Није се пласирао  | Није се пласирао  | Није се пласирао  | Није се пласирао  | Није се пласирао  | 13,215           | 13     |        |
| Вељко Наранчић         | Бацање диска | -             | -             | 37,35         | 18/32         | Није се пласирао' | Није се пласирао' | Није се пласирао' | Није се пласирао' | Није се пласирао' | Није се пласирао' | 37,35            | 18     |        |

#### Вишебој
| Атлетичар     | Дисцилина | Скок удаљ | Копље   | 200м    | Диск             | 1.500 м          | Укупно      |
| ------------- | --------- | --------- | ------- | ------- | ---------------- | ---------------- | ----------- |
| Алекса Спахић | Петобој   | 6,32 (15) | 31 (30) | 25 (21) | Није се пласирао | Није се пласирао | 66 (=24/30) |

| Десетобој     | Дисциплина | Перослав Ферковић | Перослав Ферковић | Перослав Ферковић | Перослав Ферковић   | Ђуро Гашпар         | Ђуро Гашпар         | Ђуро Гашпар         | Ђуро Гашпар | Детаљи |
| Десетобој     | Дисциплина | Резултат          | Поени Таб, 1912.  | Поени Та. 1985.   | Пласман             | Резултат            | Поени Таб, 1912.    | Поени Та. 1985.     | Пласман     | Детаљи |
| ------------- | ---------- | ----------------- | ----------------- | ----------------- | ------------------- | ------------------- | ------------------- | ------------------- | ----------- | ------ |
|               | 100 м      | 11,8              | 714,4             | 643               | 20-30               | 12,6                | 524                 | 495                 | 35          |        |
| Скок удаљ     | 6,17       | 649,650           | 624               | 23                | 5,305               | 437,725             | 441                 | 34                  |             |        |
| Бацање кугле  | 10,560     | 522               | 519               | 17                | 10.950              | 561                 | 543                 | 13                  |             |        |
| Скок увис     | 1,50       | 398               | 387               | 31-32             | 1,60                | 538                 | 464                 | 21/30               |             |        |
| 400 м         | 55         | 744,32            | 593               | 21                | 1:02,2              | 473,60              | 337                 | 36                  |             |        |
| 110 м препоне | 20,4       | 487               | 300               | 27                | Одустао због озледе | Одустао због озледе | Одустао због озледе | Одустао због озледе |             |        |
| Бацање диска  | 25,895     | 266,03            | 384               | 21                | -                   | -                   | -                   | -                   |             |        |
| Скок мотком   | 3,30       | 649               | 431               | 6-9               | -                   | -                   | -                   | -                   |             |        |
| Бацање копља  | 36,590     | 328,7250          | 393               | 20                | -                   | -                   | -                   | -                   |             |        |
| 1.500 м       | 4:37       | 758,8             | 699               | 3                 | -                   | -                   | -                   | -                   |             |        |
| Укупно        |            | 8.517,925         | 4.975             | 18/36             |                     | Одустао             | Одустао             | Одустао             |             |        |

## Бициклизам
Четворица бициклиста представљли су Југославију 1924. То је било прво учешће Југпславије у овом спорту. Бициклисти се такмичили у друмској вожњи на стази од 188 километара која се рачунала у појединачну и екипну конкуренцију.

### Друмски бициклизам

#### Мушкарци појединачно
| Такмичари      | Дисциплина               | Време     | Пласман | Детаљи |
| -------------- | ------------------------ | --------- | ------- | ------ |
| Ђуро Дукановић | Друмска трка појединачно | 7:17:23,6 | 35/71   |        |
| Јосип Косматин | Друмска трка појединачно | 7:18:24,0 | 36/71   |        |
| Коломан Совић  | Друмска трка појединачно | 7:21:35,0 | 37/71   |        |
| Милан Трубан   | Друмска трка појединачно | 7:53:40,0 | 50/71   |        |

#### Мушкарци екипно
| Такмичари                                                | Време      | Пласман | Детаљи |
| -------------------------------------------------------- | ---------- | ------- | ------ |
| Ђуро Ђукановић Јосип Косматин Коломан Совић Милан Трубан | 21:57:22,6 | 10/15   |        |

## Гимнастика
Осам гимнастичара представљало је Југославију 1924. у дебију у гимнастичарском спорту. Леон Штукељ је освојио златну медаљу на вратилу и постао такмичар који је освојио прву медаљу у историји југословенског олимпијског спорта. Касније је освојио и другу златну медаљу у вишебоју.

### Спортска гимнастика
| Гимнастичар                                                                                                 | Дисциплина          | Финале     | Финале |
| Гимнастичар                                                                                                 | Дисциплина          | Резултат   | Место  |
| --- | ------------------- | ---------- | ------ |
| Стане Дерганц                                                                                               | Вишебој појединачно | 95,293     | 30     |
| Стане Дерганц                                                                                               | Вратило             | 12,100     | 58     |
| Стане Дерганц                                                                                               | Разбој              | 18,92      | 40     |
| Стане Дерганц                                                                                               | Коњ са хватаљкама   | 19,930     | 6      |
| Стане Дерганц                                                                                               | Кругови             | 18,493     | 27     |
| Стане Дерганц                                                                                               | Пењање уз конопац   | 8 (9,4 s)  | 24     |
| Стане Дерганц                                                                                               | Прескок по ширини   | 9,85       | 5      |
| Стане Дерганц                                                                                               | Прескок             | 8,00       | 26     |
| Славко Хластан                                                                                              | вишебој појединачно | 81,249     | 44     |
| Славко Хластан                                                                                              | Вратило             | 15,066     | 38     |
| Славко Хластан                                                                                              | Разбој              | 19,05      | 36     |
| Славко Хластан                                                                                              | Коњ са хватаљкама   | 16.330     | 36     |
| Славко Хластан                                                                                              | Кругови             | 17,543     | 48     |
| Славко Хластан                                                                                              | Пењање уз конопац   | 0 (13,4 s) | 66     |
| Славко Хластан                                                                                              | Прескок по ширини   | 9,86       | 4      |
| Славко Хластан                                                                                              | Прескок             | 3,40       | 62     |
| Михаел Освалд                                                                                               | Вишебој појединачно | 91,066     | 36     |
| Михаел Освалд                                                                                               | Вратило             | 14,280     | 42     |
| Михаел Освалд                                                                                               | Разбој              | 16,85      | 57     |
| Михаел Освалд                                                                                               | Коњ са хватаљкама   | 16,130     | 37     |
| Михаел Освалд                                                                                               | Кругови             | 19,160     | 23     |
| Михаел Освалд                                                                                               | Пењање уз конопац   | 8 (9,4 s)  | 24     |
| Михаел Освалд                                                                                               | Прескок по ширини   | 8.93       | 38     |
| Михаел Освалд                                                                                               | Прескок             | 7,716      | 28     |
| Растко Пољшак                                                                                               | Вишебој појединачно | 77,665     | 45     |
| Растко Пољшак                                                                                               | Вратило             | 13,536     | 47     |
| Растко Пољшак                                                                                               | Разбој              | 18.00      | 51     |
| Растко Пољшак                                                                                               | Коњ са хватаљкама   | 15,220     | 42     |
| Растко Пољшак                                                                                               | Кругови             | 15,333     | 50     |
| Растко Пољшак                                                                                               | Пењање уз конопац   | 4 (10,4 s) | 45     |
| Растко Пољшак                                                                                               | Прескок по ширини   | 7,96       | 58     |
| Растко Пољшак                                                                                               | Прескок             | 3,616      | 61     |
| Јанез Порента                                                                                               | Вишебој појединачно | 100,172    | 20     |
| Јанез Порента                                                                                               | Вратило             | 14,166     | 44     |
| Јанез Порента                                                                                               | Разбој              | 18,90      | 41     |
| Јанез Порента                                                                                               | Коњ са хватаљкама   | 18,270     | 18     |
| Јанез Порента                                                                                               | Кругови             | 19,560     | 21     |
| Јанез Порента                                                                                               | Пењање уз конопац   | 10 (8,4 s) | 6      |
| Јанез Порента                                                                                               | Прескок по ширини   | 9,516      | 19     |
| Јанез Порента                                                                                               | Прескок             | 9,76       | 6      |
| Јоже Приможич                                                                                               | Вишебој појединачно | 77.393     | 47     |
| Јоже Приможич                                                                                               | Вратило             | 13,460     | 48     |
| Јоже Приможич                                                                                               | Разбој              | 19,42      | 34     |
| Јоже Приможич                                                                                               | Коњ са хватаљкама   | 12,630     | 51     |
| Јоже Приможич                                                                                               | Кругови             | 14,583     | 55     |
| Јоже Приможич                                                                                               | Пењање уз конопац   | 3 (10,8 s) | 47     |
| Јоже Приможич                                                                                               | Прескок по ширини   | 8,55       | 45     |
| Јоже Приможич                                                                                               | Прескок             | 5,75       | 49     |
| Леон Штукељ                                                                                                 | Вишебој појединачно | 110,340    |        |
| Леон Штукељ                                                                                                 | Вратило             | 19,730     |        |
| Леон Штукељ                                                                                                 | Разбој              | 20,40      | 20     |
| Леон Штукељ                                                                                                 | Коњ са хватаљкама   | 19,370     | 10     |
| Леон Штукељ                                                                                                 | Кругови             | 21.330     | 4      |
| Леон Штукељ                                                                                                 | Пењање уз конопац   | 10 (8.6 s) | 10     |
| Леон Штукељ                                                                                                 | Прескок по ширини   | 9,60       | 17     |
| Леон Штукељ                                                                                                 | Прескок             | 9,91       | 4      |
| Стане Жилич                                                                                                 | Вишебој појединачно | 95,523     | 29     |
| Стане Жилич                                                                                                 | Вратило             | 16,330     | 28     |
| Стане Жилич                                                                                                 | Разбој              | 19,00      | 37     |
| Стане Жилич                                                                                                 | Коњ са хватаљкама   | 15,740     | 38     |
| Стане Жилич                                                                                                 | Кругови             | 18,233     | 28     |
| Стане Жилич                                                                                                 | Пењање уз конопац   | 10 (8,0 s) | 5      |
| Стане Жилич                                                                                                 | Прескок по ширини   | 9,06       | 34     |
| Стане Жилич                                                                                                 | Прескок             | 7,16       | 39     |
| Леон Штукељ Јанез Порента Стане Жилич Стане Дерганц Михаел Освалд Stane Hlastan Растко Пољшак Јоже Приможич | Вишебој екипно      | 762,101    | 4      |

- Резултати гинастичких такмичења на сајту Олимпик спорта.

## Фудбал
Југославија је 1924. учествовала други пут на у Олимпијском фудбалском турниру. Најстарији репрезентативац био је голман Драгутин Врђука са 29 година, а најмлађи Душан Петковић са 22. У коначном пласману репрезентација Југославије је делила од 17-22 места.
Прво коло
| 26. мај 1924. 16:00                                                     |            |               |                                                                            |
| Уругвај                                                                 | 7:0 (3:0)  | Краљевина СХС | Олимпијски стадион Коломб Судија: Жорж Валант (Француска) Гледалаца: 1.000 |
| Видал { 20’ · Скароне 23’ · Петроне 35’ 61’ · Сеа 50’ 80’ · Романо 58’, | (Извештај) |               | Олимпијски стадион Коломб Судија: Жорж Валант (Француска) Гледалаца: 1.000 |

### Састав репрезентације
| Број | Име и презиме            | Позиција   | Рођен               | Клуб        | Утак. | Голова |
| ---- | ------------------------ | ---------- | ------------------- | ----------- | ----- | ------ |
| 1    | Драгутин Врђука          | Голман     | 3. април 1895.      | Грађански   | 7     | 0      |
| 2    | Стјепан Врбанчић         | Одбрана    | 29. новембар 1900.  | ХАШК        | 6     | 0      |
| 3    | Еуген Дасовић            | Одбрана    | 1. децембар 1900.   | ХАШК        | 5     | 0      |
| 4    | Иво Марјановић Маре      | Одбрана    | 1904.               | ХАШК        | 1     | 0      |
| 5    | Јанко Родин              | Одбрана    | 9. септембар 1900.  | Хајдук      | 2     | 0      |
| 6    | Рудолф Рупец             | Одбрана    | 17. септембар 1895. | Грађански   | 9     | 0      |
| 7    | Драгутин Бабић Брацо     | сва места  | 1897                | Грађански   | 6     | 0      |
| 8    | Душан Петковић Сенегалац | средњи ред | 13. април 1903.     | Југославија | 3     | 1      |
| 9    | Емил Першка              | Напад      | 1897                | Грађански   | 10    | 1      |
| 10   | Владимир Винек           | Напад      | 1901                | Конкордија  | 6     | 3      |
| 11   | Еуген Плацериано         | Напад      | 1903                | ХАШК        | 1     | 0      |

Селектор:Тодор Секулић (1)
Резерве
Драгутин Фридрих Г (ХАШК 3/0) — Драган Јовановић (Југ. 2/3) — Славин Циндрић (Кон. 1/0) — С. Боцак -, Драгутин Враговић (Гра. 7/0) — Бранко Зинаја (ХАШК 6/4) — Андрија Кулунџић (Бач. 2/0) — Артур Дубравчић (Кон. 9/1) — Адолф Перцл (БСК 0/0) — Алфонс Пажур (Кон. 0/0) — А. Павлековић -,
Легенда:
Бројеви у загради означавају број утакмица за репрезентацију и број постигнутих голова. У број учесника Олимпијских игара рачунају се само фудбалери који су играли у овој утакмици без резерви.

## Коњички спорт
У свом дебију у коњичком спорту на олимпијским играма Југославија је имала једног представника Владимира Сеунига који се такмичио у дисциплини дресуре. Сеуниг се није прославио јер је заузео последње место од 24 такмичара.

### Дресура
| Такмичар       | Дисциплина | Финале   | Финале | Финале  |
| Такмичар       | Дисциплина | Резултат | Време  | Пласман |
| -------------- | ---------- | -------- | ------ | ------- |
| Владимр Сеуниг | Дресура    | 167,6    | -      | 24      |

## Пливање

### Мушкарци
| Дисциплина       | Пливач                                                 | Квалификације | Квалификације | Полуфинале       | Полуфинале       | Финале           | Финале  | Детаљи | Детаљи |
| Дисциплина       | Пливач                                                 | Време         | Место         | Време            | Место            | Време            | Место   |        |        |
| ---------------- | ------------------------------------------------------ | ------------- | ------------- | ---------------- | ---------------- | ---------------- | ------- | ------ | ------ |
| 100 м слободно   | Владо Смоквина                                         | 1:11,06       | група:1 - 5   | Није се пласирао | Није се пласирао | Није се пласирао | 23/30   |        |        |
| 400 м слободно   | Атилије Вентурини                                      | 6:28,0        | група:1 — 3   | Није се пласирао | Није се пласирао | Није се пласирао | 17/19   |        |        |
| 400 м слободно   | Ђура Сентђерђи                                         | 6:41,4        | група:2 — 4   | Није се пласирао | Није се пласирао | Није се пласирао | 18/19   |        |        |
| 1.500 м слободно | Анте Роје                                              | Није завршио  | Није завршио  | Није се пласирао | Није се пласирао | Није се пласирао | Н/П     |        |        |
| 200 м прсно      | Иван Павелић                                           | 3:28,4        | група:4 — 6   | Није се пласирао | Није се пласирао | Није се пласирао | 30/31   |        |        |
| 4×200 м слободно | Иво Арчанин Анте Роје Влада Смоквина Атилије Вентурини | 12:02,4       | група:1 — 3   | Није се пласирао | Није се пласирао | Није се пласирао | 9-11/13 |        |        |

## Рвање
Југославју су престављала два рвача грчко-римским стилом Никола Грбић у категорији до 75 кг и Стеван Нађ до 82,5 кг.

### Грчко-римски стил
- Никола Грбић до 75 кг. — 5 до 6 место од 27 такмичара

Прво коло: Хари Нилсон  Шведска
Друго коло: Louis Veuve  Швајцарска
Треће коло: Kārlis Vilciņš  Летонија
Четврто коло: Артур Линдфорс  Финска
Пето коло: Wacław Okulicz-Kozaryn  Пољска
Шесто коло: Едвард Вестерлунд  Финска
- Стеван Нађ до 82,5 кг — 12 до 22 место од 22 такмичара

Прво коло: Они Полинен  Финска
Друго коло: Antonie Misset  Холандија

## Тенис
Само један југословенски тенисер Ђорђе Дунђерски учестрвовао је на тениском турниру. Поражен је у првом колу.

### Мушкарци
| Дисциплина  | Позиција | Такмичар        | Прво коло                  | Четвртфинале     | Полуфинале       | Финале           |
| ----------- | -------- | --------------- | -------------------------- | ---------------- | ---------------- | ---------------- |
| појединачно | =61      | Ђорђе Дунђерски | Пор. 3:1 Брајан Гилберт УК | Није се пласирао | Није се пласирао | Није се пласирао |

## Пратећа такмичења
У посебном програму Летњих игара 1924. одржано је више такмичења у спортовима који нису у програму као пелота, кајакаштво, затим посебне дисциплине у спортовима које су на програму, као и такмичења у архитектури, музици, вајарству, књижевности и сликарсту. Учесници у овим спортовима се рачунају у броју учесника земаља на играма, али освојене медаље се не појављују у укупном збиру медаља одређене земље. 
Југославија је у посебном програму имала четири представника.
- Иван Зајец — вајарство, са скулптуром „Мртви хероји“. Овде треба поменути да је вајар Иван Зајец био најстарији учесник олимпијске екипе Југославије свих времена, који је на дан отварања игара имао 54 године и 293 дана.
- Јурај Шкрапа —
- — две дисциплине
- — две дисциплине